# 郭家庄站
郭家庄站是蓝烟铁路的一座铁路车站，位于青岛市莱西市沽河街道，业务性质为四等站，邮政编码为266602。

## 业务办理
- 办理旅客乘降，行李包裹托运。
- 货运办理整车到发。